# Melissotarsus emeryi
Melissotarsus emeryi — вид мурашок. Поширений в Африці. 

## Назва
Вид названий на честь італійського мирмеколога Карло Емері (1848-1925).

## Поширення
Зафіксований у Гані, ДР Конго, Кенії, Судану, ЦАР, Ефіопії, ПАР.

## Опис
Забарвлення жовто-коричневе. Довжина тіла становить 2,5-3,4 мм, довжина голови - 0,66-0,88, ширина голови - 0,70-0,90, довжина скапуса вусика - 0,30-0,38, довжина грудей - 0 62-088 мм. Стебло між грудкою і черевцем складається з двох члеників: петіолюсу і постпетіолюсу (останній чітко відділений від черевця), жало розвинене, лялечки голі (без кокона)..